# Phlox
Phlox je fiktivní postava v televizním sci-fi seriálu Star Trek: Enterprise.
Doktor Phlox byl Denobulan působící na hvězdné lodi Enterprise NX-01 pod velením kapitána Jonathana Archera jako hlavní zdravotnický důstojník.